# Duguetia lanceolata
Duguetia lanceolata este o specie de plante angiosperme din genul Duguetia, familia Annonaceae, descrisă de A. St.-hil.. Conform Catalogue of Life specia Duguetia lanceolata nu are subspecii cunoscute.